# Антоніо Кордеро
Анто́ніо Хосе́ Корде́ро Кампі́льйо (ісп. Antonio José Cordero Campillo, також відомий просто як Антоньї́то (ісп. Antoñito; нар. 14 листопада 2006) — іспанський футболіст, вінгер англійського клубу «Ньюкасл Юнайтед», який на правах оренди виступає за бельгійський «Вестерло».

## Клубна кар'єра

### «Малага»
Вихованець команд «Херес Альтернатіва», «Херес Баломп'є», «Кадіс», «Севілья» і «Реал Бетіс». 17 листопада 2022 року підписав з клубом свій перший професіональний контракт, що розрахований на три роки.
2 вересня 2023 року дебютував в основному складі «Малаги» в матчі Прімери Федерасьйон проти «Атлетіко Мадрид Б», вийшовши на заміну. У віці 16 років, 9 місяців і 17 днів став четвертим наймолодшим гравцем в історії клубу. 23 вересня в складі дублюючого складу в поєдинку Терсери Федерасьйон проти «Альмерії» забив свій перший гол у кар'єрі, відзначившись дублем.
22 червня 2024 року в фінальному матчі плей-оф підвищення проти «Хімнастіка» забив свій перший гол за «Малагу», допомігши команді здобути перемогу та пробитися до Сегунди.
17 серпня 2024 року в поєдинку проти «Расінга» (Ферроль) дебютував у Сегунді, відзначившись забитим м'ячем. 2 червня 2025 року стало відомо, що гравець залишить «Малагу», відмовившись від продовження контракту.

### «Ньюкасл Юнайтед»
5 червня 2025 року на правах вільного агента перейшов в англійський клуб «Ньюкасл Юнайтед», підписавши п'ятирічний контракт.
1 серпня 2025 року відправився в сезонну оренду в бельгійський «Вестерло». 9 серпня дебютував за «Вестерло» в матчі бельгійської Про-ліги проти «Мехелена», вийшовши на заміну Хосімару Алькосеру.

## Кар'єра в збірній
Виступав за збірні Іспанії до 18 і до 19 років. В червні 2025 року потрапив в заявку збірної до 19 років на юнацький чемпіонат Європи в Румунії. На турнірі провів чотири матчі, відзначившись м'ячем проти збірної Румунії, а його команда дійшла до фіналу, де поступилась нідерландцям.

## Статистика виступів
Станом на 9 серпня 2025 
| Клуб              | Сезон             | Чемпіонат           | Чемпіонат | Чемпіонат | Кубок | Кубок | Кубок ліги | Кубок ліги | Єврокубки | Єврокубки | Інші  | Інші | Всього | Всього |
| Клуб              | Сезон             | Дивізіон            | Матчі     | Голи      | Матчі | Голи  | Матчі      | Голи       | Матчі     | Голи      | Матчі | Голи | Матчі  | Голи   |
| ----------------- | ----------------- | ------------------- | --------- | --------- | ----- | ----- | ---------- | ---------- | --------- | --------- | ----- | ---- | ------ | ------ |
| Малага Б          | 2023–24           | Терсера Федерасьйон | 17        | 12        | —     | —     | —          | —          | —         | —         | 2     | 0    | 19     | 5      |
| Малага            | 2023–24           | Прімера Федерасьйон | 16        | 0         | 3     | 0     | —          | —          | —         | —         | 1     | 1    | 20     | 1      |
| Малага            | 2024–25           | Сегунда Дивізіон    | 39        | 6         | 1     | 0     | —          | —          | —         | —         | —     | —    | 40     | 7      |
| Малага            | Всього            | Всього              | 55        | 6         | 4     | 0     | 0          | 0          | 0         | 0         | 1     | 1    | 60     | 7      |
| Ньюкасл Юнайтед   | 2025–26           | Прем'єр-ліга        | 0         | 0         | 0     | 0     | 0          | 0          | 0         | 0         | 0     | 0    | 0      | 0      |
| → Вестерло        | 2025–26           | Про-ліга            | 1         | 0         | 0     | 0     | —          | —          | —         | —         | —     | —    | 1      | 0      |
| Всього за кар'єру | Всього за кар'єру | Всього за кар'єру   | 73        | 18        | 4     | 0     | 0          | 0          | 0         | 0         | 3     | 1    | 80     | 19     |

1. ↑  Матчі плей-оф Прімери Федерасьйон
2. ↑  Матчі плей-оф підвищення до Сегунди Дивізіону